# Lutte aux Jeux africains
Les compétitions de lutte font partie du programme des Jeux africains depuis l'édition 1978, à l'exception des Jeux de 2011.

## Éditions
| Édition | Ville         | Pays                |
| ------- | ------------- | ------------------- |
| 1978    | Alger         | Algérie             |
| 1987    | Nairobi       | Kenya               |
| 1991    | Le Caire      | Égypte              |
| 1995    | Harare        | Zimbabwe            |
| 1999    | Johannesbourg | Afrique du Sud      |
| 2003    | Abuja         | Nigeria             |
| 2007    | Alger         | Algérie             |
| 2015    | Brazzaville   | République du Congo |
| 2019    | Rabat         | Maroc               |
| 2023    | Accra         | Ghana               |